# 豊後水道

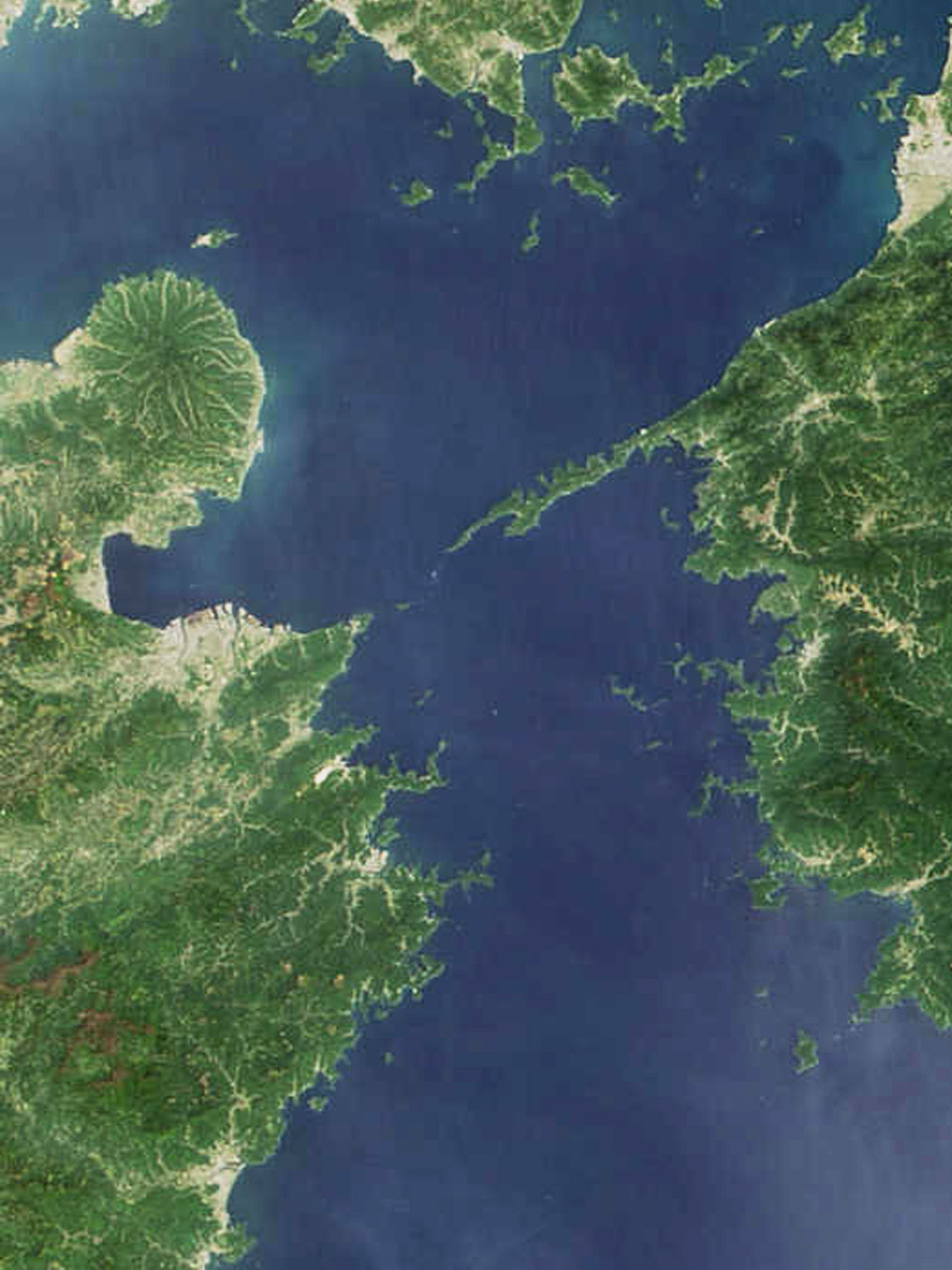
画像中央に見える豊予海峡より南の海域が豊後水道。

豊後水道（ぶんごすいどう）は、九州の大分県と四国の愛媛県に挟まれた水道である。

## 地理
北で瀬戸内海（伊予灘）、南で北太平洋（フィリピン海と日向灘）に接する。ただし、豊後水道北部を瀬戸内海に含めることもある。また、愛媛県に近い水域は、由良半島を境に北側を宇和海（うわかい）、南側を内海（うちうみ）と呼ぶ。
豊後水道が最も狭くなった部分が、豊予海峡である。大分県大分市（旧佐賀関町）佐賀関の関崎と、愛媛県伊方町（旧三崎町）の佐田岬の間に位置し、その幅は約14kmである。豊予海峡を境に伊予灘と隣接しているため、別府湾は伊予灘に面しているが豊後水道には面していない。
中央の海域に無人島水ノ子島（北緯33度2分37秒 東経132度10分36秒 / 北緯33.04361度 東経132.17667度）があり水ノ子島灯台が立つ。

### 代表的な海域
- 豊予海峡
- 四国側
  - 宇和海・宇和島湾・御荘湾・油袋湾・宿毛湾
- 九州側
  - 別府湾・臼杵湾・津久見湾・佐伯湾・米水津湾

### 代表的な半島
- 四国側
  - 佐田岬半島・由良半島
- 九州側
  - 佐賀関半島・長目半島・四浦半島・鶴見半島

### 代表的な島
- 水ノ子島
- 四国側
  - 御籠島・戸島・日振島・御五神島・竹ヶ島・鹿島・大島・咸陽島・沖の島
- 九州側
  - 高島・保戸島・大入島・豊後大島

### 水深再測量
2009年（平成21年）10月3日、海上保安庁に豪船籍のLNGタンカーから海図に記載のない浅い地点があると通報があった。同庁が直後に航行者に対して航行警報を発するとともに、同月12日に測量船「海洋」を緊急派遣し測量した結果、従来海図上で水深約90m程度とされていた地点に直径約400mの地形的な高まりが発見され、最も浅い部分で水深約35mと判明。同月22日に新たに水深が判明したことと、あわせて船舶航行の安全性に問題はないことが発表された。
発見された海域周辺は1940年（昭和15年）に測量されたが、当時の技術的制約によりこの地点の存在は知られていなかった。

## 自然環境

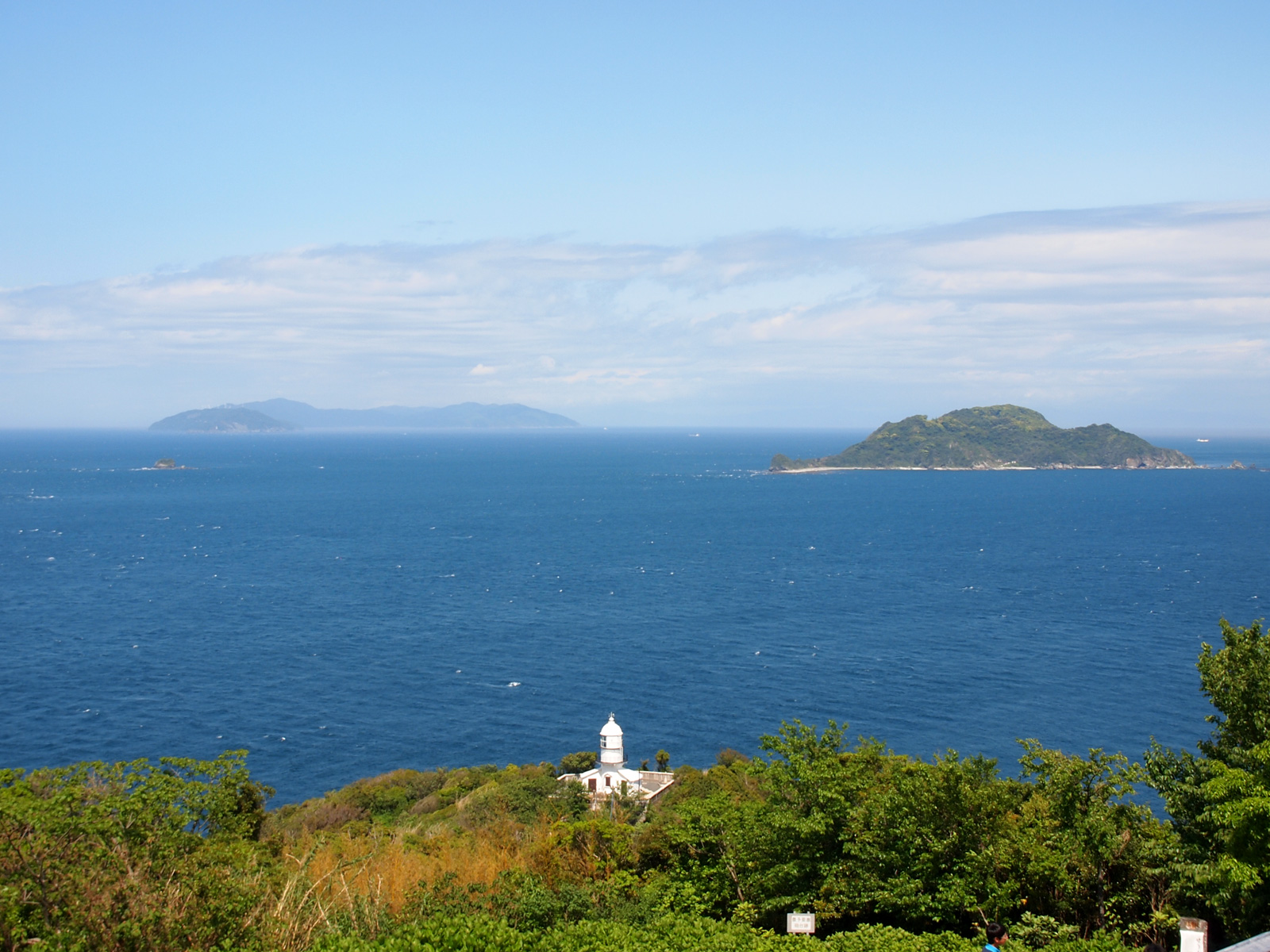
大分県側から見た豊予海峡。手前が関崎で左手奥が佐田岬。右手の島は高島。

高島はウミネコやビロウ樹の生息地として大分県の天然記念物に指定されている。また、シギやチドリの来遊地が点在し、たとえば番匠川の河口部の干潟や臼杵湾の沿岸部に存在する。
かつては多くのクジラやシャチなどが見られたとされ、豊後水道や豊予海峡の沿岸部には瀬戸内海でも際立って多くの鯨塚や鯨墓や鯨地蔵が点在する。近年も、少数ではあるが毎年ザトウクジラが豊後水道や別府湾に現れたり、ハンドウイルカ、ミナミハンドウイルカ、ハセイルカの3種類のイルカが定住している。一方で、後述のウミガメと同様に絶滅危惧種が混獲の犠牲になる可能性があり、2010年代以降にもセミクジラやナガスクジラの死亡事例も存在する。
ウミガメも分布しており、鯨類と同様に一帯にはウミガメを供養する史跡が散見され、ウミガメに関する伝承も残されている。海峡は現在でも絶滅危惧種であるアカウミガメの産卵にも利用されており、同様に絶滅危惧種であるアオウミガメやタイマイ等も確認されているが、環境破壊や混獲などが懸念要素とされている。また、ジンベイザメなどの希少な魚類においても同様の問題は存在している。
また、高島の付近のアシカ島は、絶滅種に指定されているニホンアシカの生息に由来する地名だともされている。

## 就航している航路
- 国道九四フェリー
  - 佐賀関港 - 三崎港（1日16便）
- 九四オレンジフェリー
  - 臼杵港 - 八幡浜港（1日7便）
- 宿毛フェリー
  - 佐伯港 - 宿毛港（2018年10月19日から運航休止中[18]。運航休止直前は1日3便）
- 宇和島運輸フェリー
  - 八幡浜港 - 別府港（1日6便）
  - 八幡浜港 - 臼杵港（1日7便）

※便数は往復。2019年12月現在。